# Cynanchum bowmannii
Cynanchum bowmannii là một loài thực vật có hoa trong họ La bố ma. Loài này được S.T.Blake mô tả khoa học đầu tiên năm 1948.